# 岡山県道326号樫西湯原線
岡山県道326号樫西湯原線（おかやまけんどう326ごう かしにしゆばらせん）は、岡山県真庭市から苫田郡鏡野町を経由して、真庭市に至る一般県道である。

## 概要
真庭市樫西から真庭市禾津（いなつ）に至る。苫田郡鏡野町と真庭市を交互に通過する。

### 路線データ
- 起点：岡山県真庭市樫西（岡山県道65号久世中和線交点）
- 終点：岡山県真庭市禾津（国道313号交点）

## 地理

### 通過する自治体
- 岡山県
  - 真庭市 - 苫田郡鏡野町 - 真庭市 - 苫田郡鏡野町 - 真庭市 - 苫田郡鏡野町 - 真庭市

### 交差する道路
| 交差する道路           | 交差する場所   | 交差する場所 |
| ---------------------- | -------------- | ------------ |
| 岡山県道65号久世中和線 | 樫西           | 起点         |
| 国道313号              | 禾津（いなつ） | 終点         |

### 沿線
- 真庭警察署 禾津駐在所

### 峠
- 太平峠（苫田郡鏡野町 - 真庭市）